# Lithosia amoyca
Lithosia amoyca är en fjärilsart som beskrevs av Daniel 1954. Lithosia amoyca ingår i släktet Lithosia och familjen björnspinnare. Inga underarter finns listade i Catalogue of Life.